# Zabójstwo Alego Fazeliego Monfareda
Ali „Alireza” Fazeli Monfared (ur. 2 stycznia 2001, zm. 4 maja 2021 w Ahwazie) – homoseksualny obywatel Iranu, porwany i zamordowany przez trzech mężczyzn w pobliżu miasta Ahwaz w irańskiej prowincji Chuzestan. Informacja o morderstwie wywołała liczne reakcje i kontrowersje w Internecie oraz wezwanie aktywistów i celebrytów do nagłośnienia homofobii w Iranie.

## Historia
Alireza został zamordowany poprzez ścięcie głowy określane jako zabójstwo honorowe. Morderstwo zostało dokonane kilka dni po tym, jak jego przyrodni brat dowiedział się o jego orientacji seksualnej poprzez kartę zwolnienia ze służby wojskowej. Według irańskiego prawa homoseksualiści są zwalniani z odbywania obowiązkowej służby wojskowej. Fazeli planował przeprowadzić się do Turcji i ubiegać się o azyl po otrzymaniu zwolnienia ze służby wojskowej. Matka Monfareda trafiła do szpitala po tym jak dowiedziała się o jego śmierci. Według irańskiej organizacji LGBTQ+ 6Rang, przyrodni brat oraz jego kuzyni zostali aresztowani.
O morderstwo Fazelego Monfareda obwinia się irańskie prawo wojskowe skierowane przeciwko osobom LGBT.
Znajomi którzy znali Alirezę przed śmiercią twierdzili, że był przez wiele lat prześladowany na tle homofobicznym i transfobicznym.

## Reakcje
Aktywistka i celebrytka Demi Lovato, opublikowała post na portalu społecznościowym w celu nagłośnienia sytuacji osób LGBT w Iranie.
Wielu Irańczyków należących do społeczności LGBT, w ramach solidarności, potajemnie nagrywało filmy ze swoimi partnerami i pokazywało tęczowe flagi w ramach przeciwstawienia się morderstwu. Organizacja zajmująca się prawami człowieka Amnesty International wezwała do przeprowadzenia szczegółowego śledztwa w sprawie morderstwa, oraz do ochrony praw osób LGBT w Iranie.